# Michael Lepond

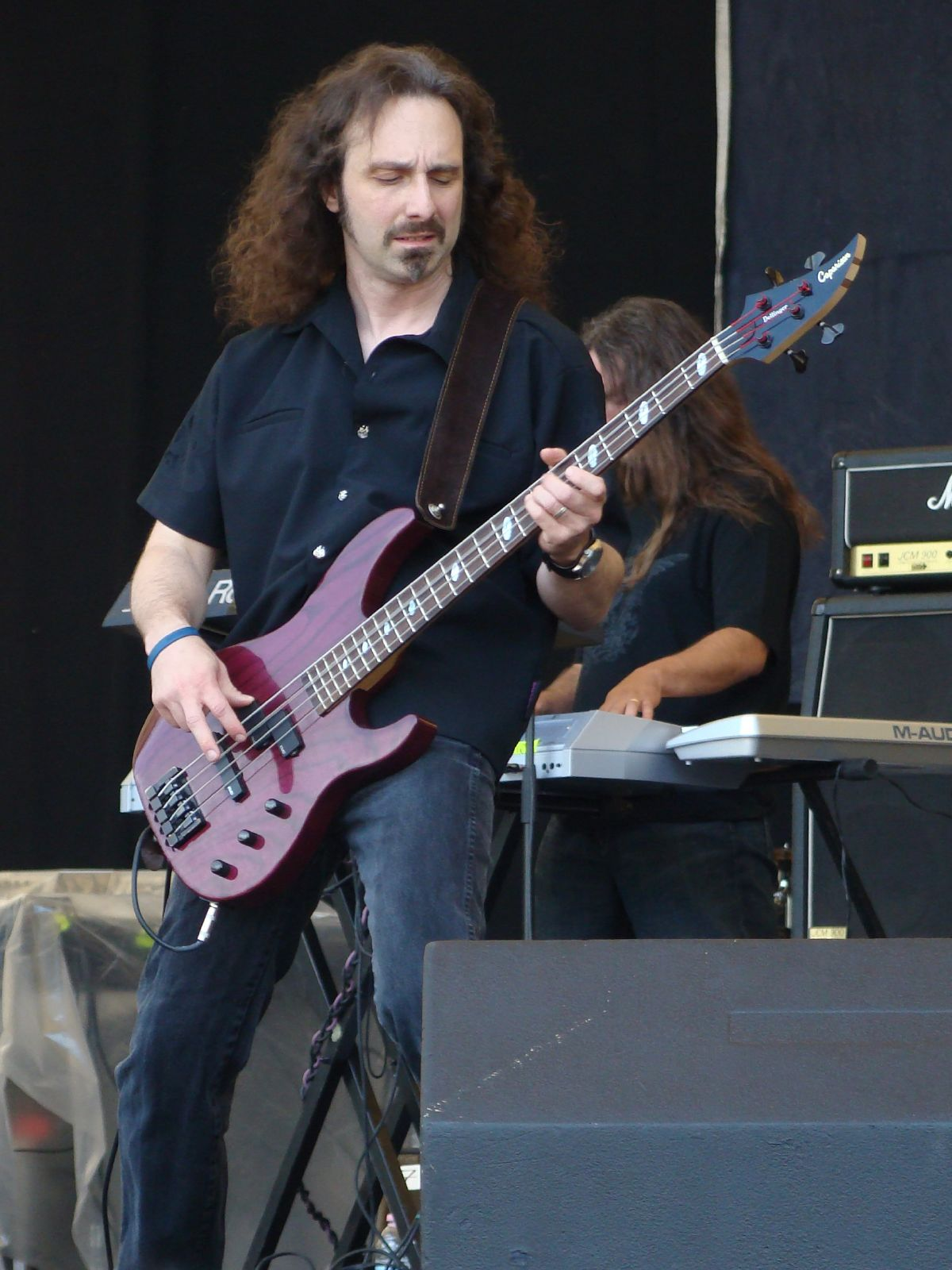
Michael Lepond.

Michael Lepond (Newark, Nueva Jersey; 17 de febrero de 1966) es el bajista de la banda estadounidense de metal progresivo Symphony X Desde 1998 después de que el antiguo bajista dejara la agrupación.

## Inicios
Empezó a tocar bajo a la edad de 13 años, cuando vio por primera vez a Gene Simmons, del grupo Kiss, por televisión. Desde ese momento, quiso ser bajista en un grupo de rock.
Tomó lecciones durante un año. Después, aprendió escuchando música de sus bajistas favoritos: Joey DeMaio, Steve Harris, Geezer Butler y Geddy Lee. A los 16 años, empezó a tocar en bandas de su país (Estados Unidos) y a desarrollar su propio estilo.

## Encuentro con Symphony X
En 1999, a través de un amigo mutuo, Steve Evetts, conoció a Michael Romeo, de Symphony X. En ese momento la banda estaba buscando a un nuevo bajista e hizo una audición con ellos. En su primer encuentro, tocó los temas Of Sins And Shadows, The Accolade y The Eyes Of Medusa, del álbum The Divine Wings of Tragedy. Poco después, se convirtió en miembro oficial de la banda, y empezaron a trabajar en el nuevo álbum V: The New Mythology Suite.

## Influencias
- Steve Harris
- Joey DeMaio
- Geezer Butler
- Geddy Lee

## Bandas favoritas
- Black Sabbath
- Judas Priest
- Iron Maiden
- Rush
- Kiss

## Discografía junto a Symphony X
- V: The New Mythology Suite - (2000)
- Live on the Edge of Forever - (2CD en vivo, 2001)
- The Odyssey - (2002)
- Rarities And Demos - (Church Of The Machine Fan Club CD 1, 2005)
- Paradise Lost - (2007)
- Iconoclast - (2011)
- Underworld - (2015)

- Datos: Q1063850